# Distretto di Kaifu (Cina)
Il distretto di Kaifu (开福区S, Kāifú QūP) è un distretto della Cina, situato nella provincia di Hunan e amministrato dalla prefettura di Changsha.